# NGC 7668
NGC 7668 (ook: NGC 7669 en NGC 7670) is een niet-bestaand object in het sterrenbeeld Vissen. Het hemelobject werd in 1865 ontdekt door de Italiaanse astronoom Gaspare Stanislao Ferrari.